# Stubbe – Von Fall zu Fall: Tödliches Schweigen
Tödliches Schweigen ist ein deutscher Fernsehfilm von Hans Werner aus dem Jahr 2004. Es handelt sich um den sechsundzwanzigsten Filmbeitrag der ZDF-Kriminalfilmreihe Stubbe – Von Fall zu Fall mit Wolfgang Stumph in der Titelrolle.

## Handlung
Wilfried Stubbe ermittelt im vermeintlichen Mordversuch an der Polizistin Isabelle, die bei einer Bombenexplosion vor einer Hamburger Wache schwer verletzt wurde. Wenig später muss Stubbe durch ein anonymes Schreiben feststellen, dass eigentlich er bei der Explosion sterben sollte. Die Botschaften an ihn waren allerdings sehr mysteriös verschlüsselt. Zunächst waren es gelöste Radmuttern an seinem Fahrrad, die ihn nachdenklich gemacht hatten, dann schickte ihm jemand ein Buch mit blutigen Katzenpfotenabdrücken auf dem Buchumschlag. Die dazugehörenden abgetrennten Vorderbeine einer Katze wurden wenig später in dem Dienstwagen gefunden, den Stubbe zuletzt benutzt hatte. Überraschenderweise ruft der Täter Stubbe dann sogar im Revier an, mit verzerrter Stimme droht er an, ihm sein Leben kaputt zu machen, da er angeblich seines zerstört hätte. Stubbe sorgt sich deshalb sehr um die Sicherheit seiner Familie, traut sich aber weder seiner Tochter, noch seiner Tante den Anlass dazu zu verraten. Das treibt ihn dazu, sich die Arbeit mit nach Hause zu nehmen. Stubbe recherchiert in den Akten seiner alten Fälle und hofft konkrete Rachehinweise zu finden. Doch stört ihn dabei der Täter mit neuen Aktionen und stellt dem Kommissar ein Ultimatum von 36 Stunden, die er angeblich noch zu leben hätte.
Beim Studium der alten Akten kommen Stubbe gewisse Zweifel an seiner Arbeit als Polizist. Schließlich weiß er nie, was er den betroffenen Familien antut, wenn er Menschen aus deren Umfeld als Täter verhaftet. Die Stimmanalyse des Anrufs lässt auf einen sehr jungen Attentäter schließen. Diese beiden Fakten lassen Stubbe vermuten, dass es sich bei dem Täter um den Sohn oder die Tochter eines ehemaligen Straftäters handeln könnte. Das führt zum Fall Weber, dieser hatte sich vor genau einem Jahr in der Haftanstalt umgebracht, was Stubbe und Zimmermann das Ultimatum erklärt. Webers Sohn Thomas ist heute zwanzig Jahre alt und steht nun unter dringendem Tatverdacht. Im Zuge seiner Ermittlungen erfährt Stubbe erschütternde Hintergründe zu der Tat von Walter Weber. Er hatte seinen Nachbarn nicht aus Eifersucht erschlagen, sondern weil dieser seinen damals 13-jährigen Sohn missbraucht hatte. Damit dieser nicht vor Gericht zu den Vorgängen, die für ihn schon traumatisierend genug waren befragt wird, wurde dieses Motiv verschwiegen. Stubbe ist noch mehr erschrocken, als er ein aktuelles Foto von Thomas Schwester zu sehen bekommt. Es handelt sich um Verena, einer Freundin von seiner Tochter Christiane, die sie seit kurzem kennt und die in letzter Zeit sehr häufig bei ihnen zu Hause war.
Verena hatte zwar gezielt die Nähe zu den Stubbes gesucht, um ihrem Bruder zuzuarbeiten. Doch dabei hat sie die Familie kennengelernt und erleben können, was es heißt eine Familie zu haben und den Umgang miteinander zu erfahren. Deshalb hilft sie der Polizei und verhindert, dass ihr Bruder einen tödlichen Sprengsatz zünden kann.

## Hintergrund
Der Film wurde in Hamburg und Umgebung gedreht und am 4. Dezember 2004 um 20:15 Uhr im ZDF erstausgestrahlt.

## Kritik
Die Redaktion der Fernsehzeitschrift TV Spielfilm äußerte sich kritisch: „Stubbe bleibt in fast jeder Lage gemütlich“. Sie vergaben dem sechsundzwanzigsten Stubbe-Fall eine mittlere Wertung, indem sie mit dem Daumen zur Seite zeigten.